# 竹山春子
竹山 春子（たけやま はるこ、1961年 - ） は、日本の生物工学者。学位は、博士（工学）。早稲田大学理工学術院教授、早稲田大学規範科学総合研究所所長。マリンバイオテクノロジー学会会長。文部科学大臣表彰科学技術賞等受賞。

## 人物・経歴
東京生まれ。1年間の大学受験浪人生活を経て、1984年東京農工大学農学部環境保護学科卒業。1986年東京農工大学農学研究科環境保護学専攻修士課程修了、アドバンス入社、研究所配属。同年から東京農工大学資源応用化学科研究生として出向し、松永是の指導を受けてマリンバイオテクノロジー研究に従事。1991年マイアミ大学海洋研究所研究員。1992年東京農工大学工学研究科物質生物工学専攻修了、博士（工学）、マイアミ大学海洋研究所博士研究員。
日本に帰国後、専業主婦を経て、1994年東京農工大学工学部物質生物工学科助手、マイアミ大学海洋研究所Adjunct Assistant Professor。1995年東京農工大学工学部生命工学科助手。1999年東京農工大学工学部生命工学科助教授。2004年東京農工大学大学院共生科学技術研究院生命機能科学部門助教授。2005年東京農工大学大学院共生科学技術研究院生命機能科学部門教授。
2007年早稲田大学理工学術院先進理工学部生命医科学科教授。2008年東京農工大学・早稲田大学大学院共同先進教育課程共同先進健康科専攻教授。2020年文部科学省国立大学法人評価委員会専門委員、経済産業省産業構造審議会臨時委員。2022年科学技術振興機構国際科学技術共同研究推進事業（戦略的国際共同研究プログラム）アドバイザー。2023年日本学術会議会員。早稲田大学規範科学総合研究所所長、マリンバイオテクノロジー学会会長、日本生物工学会大会長、プロップジーン取締役、パブリックヘルスリサーチセンター評議員、文部科学省科学技術・学術審議会海洋開発分科会海洋科学技術委員会委員、科学技術外交推進会議委員等も歴任。

## 受賞
- 2021年 - 日本生物工学会生物工学功績賞[5]
- 2021年 - マリンバイオテクノロジー学会賞[5]
- 2023年 - 文部科学大臣表彰科学技術賞（研究部門）[14]
- 2023年 - 早稲田大学リサーチアワード[14]